# La Figuretta
La Figuretta è una località del comune di San Giuliano Terme.
Si trova lungo la Strada Statale dell'Abetone e del Brennero tra il capoluogo comunale e la periferia nord di Pisa. La località deve il suo nome alla presenza di un'immagine sacra, dedicata a Maria con Gesù bambino, posta secoli fa in ricordo di un qualche evento miracoloso. L'immagine originale, un affresco, venne staccata e traslata nel santuario della Madonna dell'Acqua presso Cascina e sostituita da un bassorilievo tuttora presente.
Una particolarità del luogo è l'intersezione a croce di due canali, il fosso del Mulino e il fiume Morto, che avviene su livelli diversi: il Fosso del Mulino scorre per un breve tratto sopra il corso del Fiume Morto attraverso una sorta di ponte.
Nel 1986 il Gruppo Archeologico Pisano rinvenne e segnalò nella terra di scarico dei lavori di costruzione della centrale telefonica, presente a La Figuretta, una notevole quantità di cippi funerari marmorei relativi ad una necropoli di età tardo etrusca. Alcuni di essi presentavano decorazioni a festoni di foglie d'edera e, in particolare, un cippo quadrangolare (femminile) presentava un bassorilievo raffigurante una fanciulla, attualmente conservato presso il Museo delle navi antiche di Pisa.

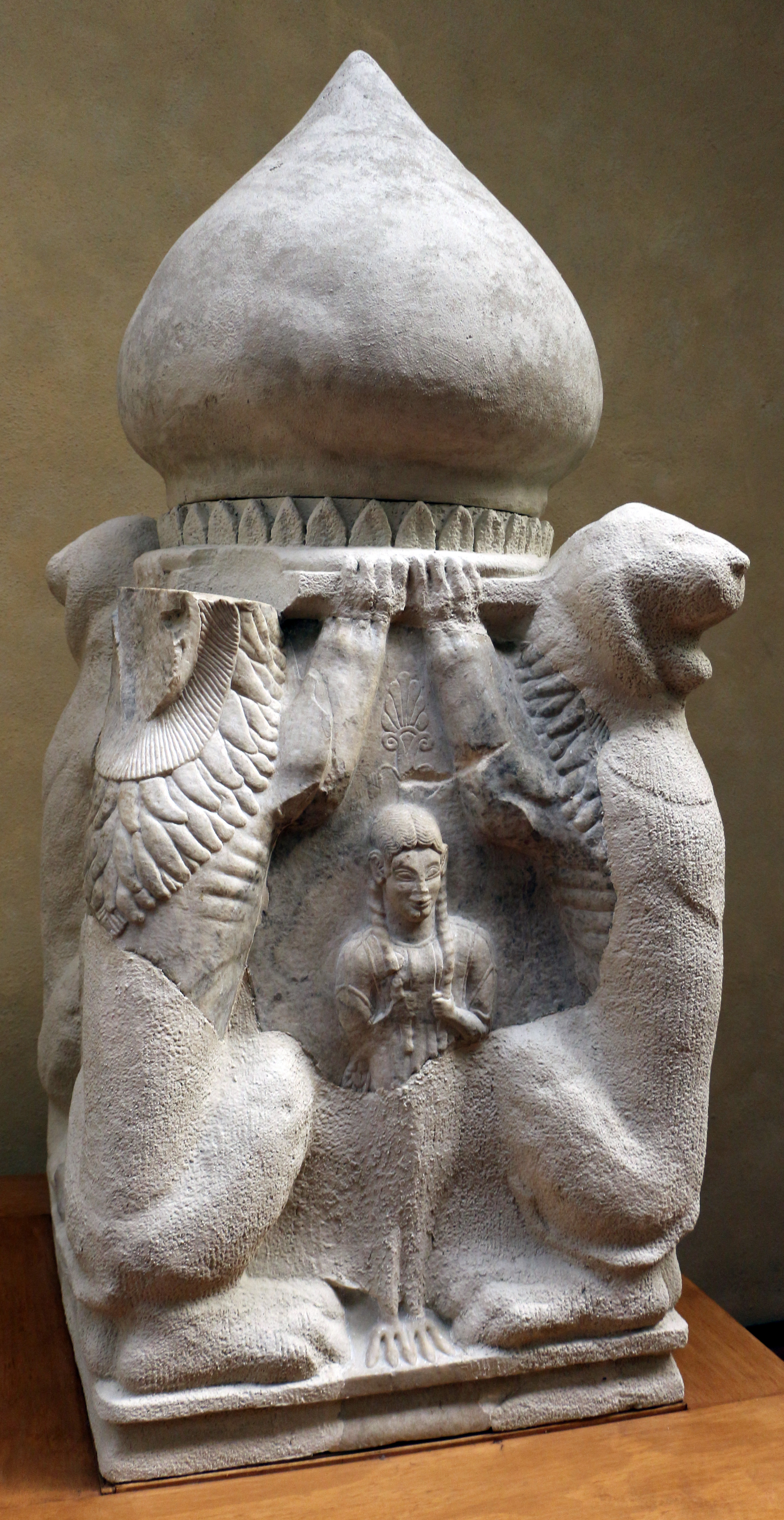
Il Cippo della Figuretta.